# Giampiero Convalle
Giampiero Convalle (Pescia, 9 febbraio 1937 – Monticelli Terme, 2 giugno 2018) è stato un calciatore italiano, di ruolo attaccante.

## Carriera
Debutta in Serie B nel campionato 1956-1957 con il Parma, disputando due campionati per un totale di 52 presenze e 8 reti.
Successivamente gioca in Serie C con le maglie di Pistoiese, Civitanovese, Carrarese e Spezia.

## Palmarès

### Club

#### Competizioni nazionali
- Serie D: 3

Pistoiese: 1958-1959
Civitanovese: 1960-1961
Spezia: 1965-1966